# Māris Štrombergs
Māris Štrombergs (Valmiera, 10 de març de 1987) és un ciclista letó que competeix en competicions de BMX. Ha estat dos cops guardonat amb el premi al millor esportista letó de l'any, el 2008 i el 2012.
En les olimpíades de Pequín de 2008 va aconseguir la medalla d'or en aquest esport, que era olímpic per primera vegada. A principis del mateix any havia guanyat el Campionat del Món de BMX.
L'any 2012 guanyà de nou la medalla d'or en BMX als Jocs Olímpics de Londres.

## Palmarès
- 2008
  -  Medalla d'or als Jocs Olímpics de Pequín en BMX
  -  Campió del món en BMX
  -  Campió d'Europa en BMX
- 2010
  -  Campió del món en BMX
  - 1r a la Copa del món de BMX
- 2012
  -  Medalla d'or als Jocs Olímpics de Londres en BMX
- 2013
  -  Campió d'Europa en BMX
- 2014
  -  Campió d'Europa en BMX